# Luganda
Cet article concerne la langue luganda. Pour le peuple baganda, voir Bagandas.
Le luganda (ou ganda) est une langue parlée en Ouganda par environ quatre millions de locuteurs.
Le luganda appartient à la famille des langues bantoues.

## Écriture
L’alphabet et l’orthographe luganda sont standardisés depuis la conférence de la commission de l’orthographe luganda de 1947.

### Alphabet
| Alphabet            | Alphabet | Alphabet | Alphabet | Alphabet | Alphabet | Alphabet | Alphabet | Alphabet | Alphabet | Alphabet | Alphabet | Alphabet | Alphabet | Alphabet | Alphabet | Alphabet | Alphabet | Alphabet | Alphabet | Alphabet | Alphabet | Alphabet | Alphabet | Alphabet |
| ------------------- | -------- | -------- | -------- | -------- | -------- | -------- | -------- | -------- | -------- | -------- | -------- | -------- | -------- | -------- | -------- | -------- | -------- | -------- | -------- | -------- | -------- | -------- | -------- | -------- |
| a                   | b        | c        | d        | e        | f        | g        | i        | j        | k        | l        | m        | n        | ŋ (ng’)  | ny       | o        | p        | r        | s        | t        | u        | v        | w        | y        | z        |
| Valeurs phonétiques |          |          |          |          |          |          |          |          |          |          |          |          |          |          |          |          |          |          |          |          |          |          |          |          |
| /a/                 | /b/      | /c/      | /d/      | /e/      | /f/      | /ɡ/      | /i/      | /ɟ/      | /k/      | /l/      | /m/      | /n/      | /ŋ/      | /ɲ/      | /o/      | /p/      | [r]      | /s/      | /t/      | /u/      | /v/      | /w/      | /j/      | /z/      |

## Prononciation

### Voyelles
|          | Antérieur | Postérieur |
| -------- | --------- | ---------- |
| Fermé    | i         | u          |
| Mi-fermé | e         | o          |
| Ouvert   | a         | a          |

### Consonnes
|                  | Bilabial | Bilabial | Labio- dental | Labio- dental | Alvéolaire | Alvéolaire | Palatal | Palatal | Vélaire | Vélaire | Labio- vélaire | Labio- vélaire |
| ---------------- | -------- | -------- | ------------- | ------------- | ---------- | ---------- | ------- | ------- | ------- | ------- | -------------- | -------------- |
| Occlusif         | p        | b        |               |               | t          | d          | c       | ɟ       | k       | ɡ       |                |                |
| Nasal            | m        | m        |               |               | n          | n          | ɲ       | ɲ       | ŋ       | ŋ       |                |                |
| Fricatif         |          |          | f             | v             | s          | z          |         |         |         |         |                |                |
| Spirant          |          |          |               |               |            |            | j       | j       |         |         | w              | w              |
| Spirant latérale |          |          |               |               | l          | l          |         |         |         |         |                |                |

## Exemples
| Mot              | Traduction | Prononciation standard |
| ---------------- | ---------- | ---------------------- |
| terre            | ettaka     |                        |
| ciel             | eggulu     |                        |
| eau              | amazzi     |                        |
| feu              | omuliro    |                        |
| personne, humain | omuntu     |                        |
| homme            | omusajja   |                        |
| femme            | omukyala   |                        |
| manger           | kulya      |                        |
| boire            | kunywa     |                        |
| grand            | -nene      |                        |
| petit            | -tono      |                        |
| nuit             | ekiro      |                        |
| jour             | olunaku    |                        |
| bien/bon         | -lungi     |                        |

Quelques éléments de grammaire : 
- les verbes à l'infinitif sont généralement précédés du préfixe oku, qui disparait lors des conjugaisons pour être remplacé par un préfixe « conjuguant ». Les verbes conjugués voient le début du mot et la fin du mot modifié. Ainsi : okulya (manger) et nalide (j'ai mangé), le radical du verbe okulya est donc « li ».
- le luganda est une langue à « classes ». Le genre humain constitue l'une de ces classes, et l'ensemble des êtres et choses se répartissent entre les classes. Il y a autant de façon de compter les êtres ou les choses que de classes, les possessifs, les déterminants, etc. se déclinent en fonction de ces classes. Ainsi pour compter des êtres humaines, on utilise omu (1), babiri (2), banya (3), tandis que pour compter des langues, on utilise lumu (1), etc.